# Семёнова, Дарья
Да́рья Семёнова (туркм. Darýa Semýonowa, 28 мая 2002, Ашхабад, Туркменистан) — туркменистанская пловчиха. Участница летних Олимпийских игр 2016 года.

## Биография
Дарья Семёнова родилась 28 мая 2002 года в Ашхабаде.
Выступает в соревнованиях за Ашхабадскую школу плавания.
Дебютировала на крупных международных соревнованиях в 2015 году, выступив на чемпионате мира по водным видам спорта в Казани. На дистанции 50 метров брассом показала 59-й результат (37,64 секунды), на дистанции 100 метров брассом — 65-й (1 минута 23,19 секунды).
В 2016 году вошла в состав сборной Туркменистана на летних Олимпийских играх в Рио-де-Жанейро. Выступала в плавании на дистанции 100 метров брассом. Выиграла заплыв слабейших участниц с результатом 1.19,84, заняв 41-е место среди 44 участниц и уступив 12,77 секунды худшей из квалифицировавшихся в полуфинал Джессике Валь из Испании.
В 2018 году выступила на чемпионате мира по плаванию на короткой воде в Ханчжоу. На дистанции 50 метров брассом показала 42-й результат (35,33), на дистанции 100 метров брассом — 46-й (1.18,73).
В 2019 году участвовала в чемпионате мира по водным видам спорта в Кванджу. На дистанции 50 метров брассом показала 43-й результат (35,33), на дистанции 100 метров брассом — 47-й (1.16,56).